# Pytheus erosus
Pytheus erosus là một loài bọ cánh cứng trong họ Cerambycidae.